# NMP22
هي شبكة البروتين المتصلة بالحمض النووي الريبيوزي وتدخل في تشكيل الإطار الهيكلي للنواة. كما أن مصفوفة البروتين النووية تعمل على تنظيم وظائف الحمض النووي الريبوزيّ منقوص الأكسجين (DNA) وتؤدي دورا هاما في تكرار الحمض النووي منقوص الأكسجين، ونسخ DNA إلى RNA، والتعبير الجيني، كما أن لها أهمية في عملية تنظيم انقسام الخلايا [1].
نمب-22 (NMP-22):
تتحرر مصفوفة البروتين النووية من نوى الخلايا السرطانية أثناء موت الخلايا المبرمج. كما لوحظ أن تركيز نمب-22 (NMP-22) يكون على الأقل 25 ضِعفا في بول أشخاص يعانون من سرطان المثانة ولهذا تمّ استخدامه كدليل بيولوجي لتشخيص ومتابعة مرضى سرطان المثانة. حيث لوحظ أنه يمتلك حساسية تصل إلى 50% وحساسية خاصة تصل إلى 80% [1].
نمب-52 (NMP-52):
تم مؤخرا استخدام مصفوفة البروتين النووية-52 أو نمب-52 (NMP-52) ووزنه الجزيئي 52 كيلو دالتون في تشخيص سرطان المثانة حيث لوحظ أنه يرتفع تركيزه في سرطان المثانة بشكل ملحوظ باختلاف درجة أو مرحلة المرض سواء أكان في مراحله المبكرة أو المتأخرة ويتميز بأن له حساسية عالية تصل إلى 92% وحساسية خاصة تصل إلى 82% لذا يعتبر نمب-52 (NMP-52) دليل بيولوجي مهم لتشخيص ومتابعة مرضى سرطان المثانة [2][3].